# A Space in Time
A Space in Time is het zesde studioalbum van de Britse rock- en bluesband Ten Years After. Het bekendste nummer van dit album is I‘d love to change the world.

## Muzikanten
- Alvin Lee – zang, gitaar
- Leo Lyons – basgitaar
- Ric Lee – drums
- Chick Churchill – keyboards

Het strijkersarrangement voor Over the hill is geschreven door Del Newman, die eerder  heeft gewerkt met onder meer Cat Stevens, Iain Matthews en Carly Simon.

## Muziek
Dit album is wat minder heavy dan de eerdere albums van Ten Years After en er wordt meer gebruik gemaakt van akoestische gitaar. De vingervlugheid, waar gitarist Alvin Lee om bekend staat komt ook op dit album goed tot zijn recht. Soms zitten er elektronische, psychedelische geluiden verwerkt in de muziek. Baby won't you let me rock 'n roll you is een ouderwets rocknummer, zoals we ook op andere albums van Ten Years After tegenkomen. Uncle jam is een kort jazzy nummer. Het is het enige nummer dat door alle bandleden samen is geschreven, de overige composities zijn van de hand van Alvin Lee.
| Nr. | Titel                                              | Duur |
| --- | -------------------------------------------------- | ---- |
| 1.  | One of these days (Alvin Lee)                      | 5:52 |
| 2.  | Here they come (Alvin Lee)                         | 4:32 |
| 3.  | I ‘d love to change the world (Alvin Lee)          | 3:44 |
| 4.  | Over the hills (Alvin Lee)                         | 2:29 |
| 5.  | Baby won’t you let me rock ’n roll you (Alvin Lee) |      |

| Nr. | Titel                                              | Duur |
| --- | -------------------------------------------------- | ---- |
| 1.  | Once there was a time (Alvin Lee)                  | 3:23 |
| 2.  | Let the sky fall (Alvin Lee)                       | 4:20 |
| 3.  | Hard Monkeys (Alvin Lee)                           | 3:13 |
| 4.  | I ‘ve been there too (Alvin Lee)                   | 5:44 |
| 5.  | Uncle jam (A. Lee, C. Churchill, L. Lyons, R. Lee) | 1:59 |

## Album
Dit album is uitgebracht in 1971 op het Chrysalis Records label in de Engeland en Europa, en op Colombia Records in de Verenigde Staten. Het album is opgenomen in de Olympic Studio’s in Londen en is geproduceerd door Chris Wright, een van de oprichters van Chrysalis Records, die onder anderen ook Jethro Tull heeft geproduceerd. Op de voorkant van de platenhoes zitten de vier muzikanten in het gras, gefotografeerd door Ed Caraeff, fotograaf en artdirector. Op de achterkant van de hoes ligt een gitaar met gesprongen snaren, boven op een flipperkast. Die foto is gemaakt door Alvin Lee.

## Ontvangst
Dit is het best verkochte album van de band in de Verenigde Staten. De plaat behaalde een zeventiende plaats in de Amerikaanse albumhitlijst. De single I'd love to change the world (met een maatschappijkritische tekst) was de enige single van Ten Years After die de Amerikaanse Billboard Hot 100 heeft gehaald. Dit nummer bereikte een veertigste plek in de VS. In thuisland Groot-Brittannië werden de hitlijsten niet gehaald.